# Fluvanna County
Fluvanna County är ett administrativt område i delstaten Virginia, USA, med 25 691 invånare. Den administrativa huvudorten (county seat) är Palmyra.

## Geografi
Enligt United States Census Bureau så har countyt en total area på 752 km². 744 km² av den arean är land och 7 km² är vatten.    

### Angränsande countyn
- Louisa County - nord
- Goochland County - öst
- Cumberland County - sydost
- Buckingham County - syd
- Albemarle County - väst